# Andrew Greet
Andrew Greet (Truro, 5 oktober 1979) is een Britse schaker. Hij is een Internationaal Meester (IM). 
Tussen 1998 en 2001 studeerde hij psychologie aan de Universiteit van Kent.
Andrew Greet werd in 2004 FIDE Meester (FM) en in 2005 Internationaal Meester (IM). 
- In 1996 werd Greet gedeeld Brits jeugdkampioen in de categorie tot 16 jaar.[1]
- In 1998 werd hij ongedeeld jeugdkampioen.[1]
- In 2005 speelde Andrew mee in de B-groep van het schaaktoernooi Gausdal classics, in Noorwegen. Dit toernooi werd gewonnen door Ralf Åkesson met 6.5 uit 10. Andrew eindigde als derde met 5 uit 10.
- In 2005 behaalde hij in de Britse Four Nations Chess League 11 pt. uit 11.[1]
- In 2010 werd hij kampioen van Schotland.[1]
- In 2017 won hij, ongedeeld, het GM-toernooi van Dundee.[1]

In april 2016 bereikte hij de Elo-rating 2456.

## Schaakolympiades
Volgens sommige bronnen nam hij aan bord 1 van het Schotse team deel aan de 43e Schaakolympiade in Batoemi, in 2018 (3.5 pt. uit 9: +3 =1 –5) en had hij ook deelgenomen aan de Olympiades van 2014 en 2016. Volgens een andere bron heeft hij uitsluitend deelgenomen aan de Schaakolympiade van 2014, aan bord 2 van het Schotse team (6 pt. uit 10: +5 =2 –3).

## Partij
John Cox - Andrew Greet
 
Crowthorne, 29 jan. 2005 
 
1.d4 Pf6 2.c4 e6 3.Pc3 Lb4 4.f3 d5 5.a3 Lxc3+ 6.bxc3 c5 7.cxd5 Pxd5 8.dxc5 Da5 9.e4 Pe7 10.Le3 O-O 11.Db3 Dc7 12.Ph3 e5 13.Pf2 Pec6 14.Pd3 Pa5 15.Dc2 Le6 

(diagram) 

16.c4 Pxc4 17.Lf2 Da5+ 18.Ke2 Pc6 19.g3 Tfd8 20.Lh3 Txd3! 21.Dxd3 Td8 22.Lxe6 Txd3 23.Kxd3 Dd2+ 24.Kxc4 Dc2+ en wit gaf op (0–1) 

## Boeken
- Play the Ruy Lopez, Everyman Chess, 2007
- Dangerous Weapons 1.e4 e5, samen met John Emms en Glenn Flear, Everyman Chess, 2008
- Starting Out: The Accelerated Dragon, Everyman Chess, 2008
- Beating Unusual Chess Defences to 1.e4, Everyman Chess, 2011
- Play the Queen’s Indian, Everyman Chess